# اوژشه
اوژشه (به لهستانی:  Orzesze) یک منطقهٔ مسکونی در لهستان است که در شهرستان میکوووف واقع شده‌است. اوژشه ۸۳٫۷۹ کیلومتر مربع مساحت و ۱۸٬۹۰۷ نفر جمعیت دارد.